# Mauretańczyk
Mauretańczyk (ang. The Mauritanian) – brytyjsko-amerykański dramat sądowy z 2021 roku w reżyserii Kevina Macdonalda. Film powstał na podstawie scenariusza M.B. Travena, Rory Hainesa i Sohraba Noshirvaniego, opartego na pamiętniku Guantanamo Diary Mohamedou Ould Slahi z 2015 roku. Jest to prawdziwa historia Slahiego, który przez czternaście lat był przetrzymywany bez postawienia mu zarzutów w więzieniu Guantanamo. W filmie występują Jodie Foster, Tahar Rahim, Shailene Woodley i Benedict Cumberbatch.
Mauretańczyk został wydany w Stanach Zjednoczonych 12 lutego 2021 roku przez STXfilms. W Wielkiej Brytanii, gdzie wszystkie kina zostały zamknięte z powodu pandemii COVID-19, planowana premiera kinowa została odwołana, a premiera filmu odbyła się w Amazon Prime Video 1 kwietnia 2021 roku. Otrzymał mieszane recenzje krytyków, ale chwalono występy Rahima i Foster. Podczas 78. Złotego Globu para została nominowana odpowiednio do nagrody dla najlepszego aktora w filmie dramatycznym i najlepszej aktorki drugoplanowej, którą Foster wygrała. Podczas 74. ceremonii wręczenia nagród Brytyjskiej Akademii Filmowej film otrzymał pięć nominacji, w tym dla najlepszego filmu.

## Fabuła
Film opowiada o Mohamedou Ould Slahi (Rahim), który zostaje schwytany przez rząd Stanów Zjednoczonych i jest przetrzymywany w więzieniu Guantanamo bez postawienia mu zarzutów i bez procesu. Tracąc wszelką nadzieję, Slahi znajduje sojuszników w adwokat Nancy Hollander (Foster) i jej współpracownicy Teri Duncan (Woodley). Razem napotykają niezliczone przeszkody w desperackim dążeniu do sprawiedliwości. Sfabrykowane dowody odkryte przez prokuratora wojskowego, podpułkownika Stuarta Coucha (Cumberbatch), ostatecznie ujawniają szokujący i dalekosiężny spisek.

## Obsada
- Jodie Foster jako Nancy Hollander
- Tahar Rahim jako Mohamedou Ould Slahi
- Shailene Woodley jako Teri Duncan
- Benedict Cumberbatch jako podpułkownik Stuart Couch
- Zachary Levi jako Neil Buckland
- Saamer Usmani jako Arjun
- Corey Johnson jako Bill Seidel
- Denis Menochet jako Emmanuel
- David Fynn jako Kent

## Produkcja
Film został zapowiedziany w listopadzie 2019 roku. Kevin Macdonald został reżyserem, a do głównych rół wybrano Benedicta Cumberbatch, Jodie Foster, Tahara Rahima i Shailene Woodley. W grudniu 2019 roku do obsady filmu dołączył Zachary Levi. Zdjęcia rozpoczęły się 2 grudnia w Południowej Afryce (Kapsztad).
Film był pierwotnie znany jako Pamiętnik Guantanamo, podczas produkcji jako Więzień 760, natomiast w postprodukcji został opisany jako bez tytułu. W listopadzie 2020 roku ujawniono, że film będzie zatytułowany: The Mauretanian. 

## Odbiór
Film spotkał się z umiarkowanie pozytywną reakcją krytyków. W agregatorze recenzji Rotten Tomatoes 73% ze 189 recenzji uznano za pozytywne, a średnia ocen wystawionych na ich podstawie wyniosła 6,50. Z kolei w agregatorze Metacritic średnia ważona ocen z 35 recenzji wyniosła 53 punktów na 100.